# Song-Ntoume
Pour les articles homonymes, voir Song (homonymie).
Song-Ntoume est un village de la région du Centre du Cameroun. Il est localisé dans l'arrondissement (commune) de Messondo. On y accède par la route rurale qui lie Messondo à Tomel et à Timalom.

## Population et société
En 1963, la population de Song-Ntoume était de 120 habitants. Song-Ntoume comptait 79 habitants lors du dernier recensement de 2005. La population est constituée pour l’essentiel de Bassa.